# Bundesstraße 23
Die Bundesstraße 23 (Abkürzung B 23) ist eine deutsche Bundesstraße in Bayern. Sie führt von Peiting an die deutsch-österreichische Grenze bei Griesen, gehört streckenweise zur Deutschen Alpenstraße und zwischen Peiting und Rottenbuch zur Romantischen Straße. Zusammen mit der B 17 und der B 472 bildet sie die schnellste Verbindung von Augsburg nach Garmisch-Partenkirchen und weiter über die Bundesstraße 2 nach Mittenwald und Innsbruck sowie zum Brennerpass. Zwischen Peiting und Oberau entspricht sie in ihrem Verlauf weitgehend der mittelalterlichen Reichsstraße Via Imperii.

## Verlauf
Die B 23 beginnt an der B 472 (Umgehungsstraße Schongau–Peiting) Ausfahrt Peiting Süd im Landkreis Weilheim-Schongau und führt zunächst nach Rottenbuch. Dieser Streckenabschnitt war früher in einem schlechten Ausbauzustand, wodurch sich mehrere teils schwere Unfälle ereigneten. Mittlerweile wurde er ausgebaut.

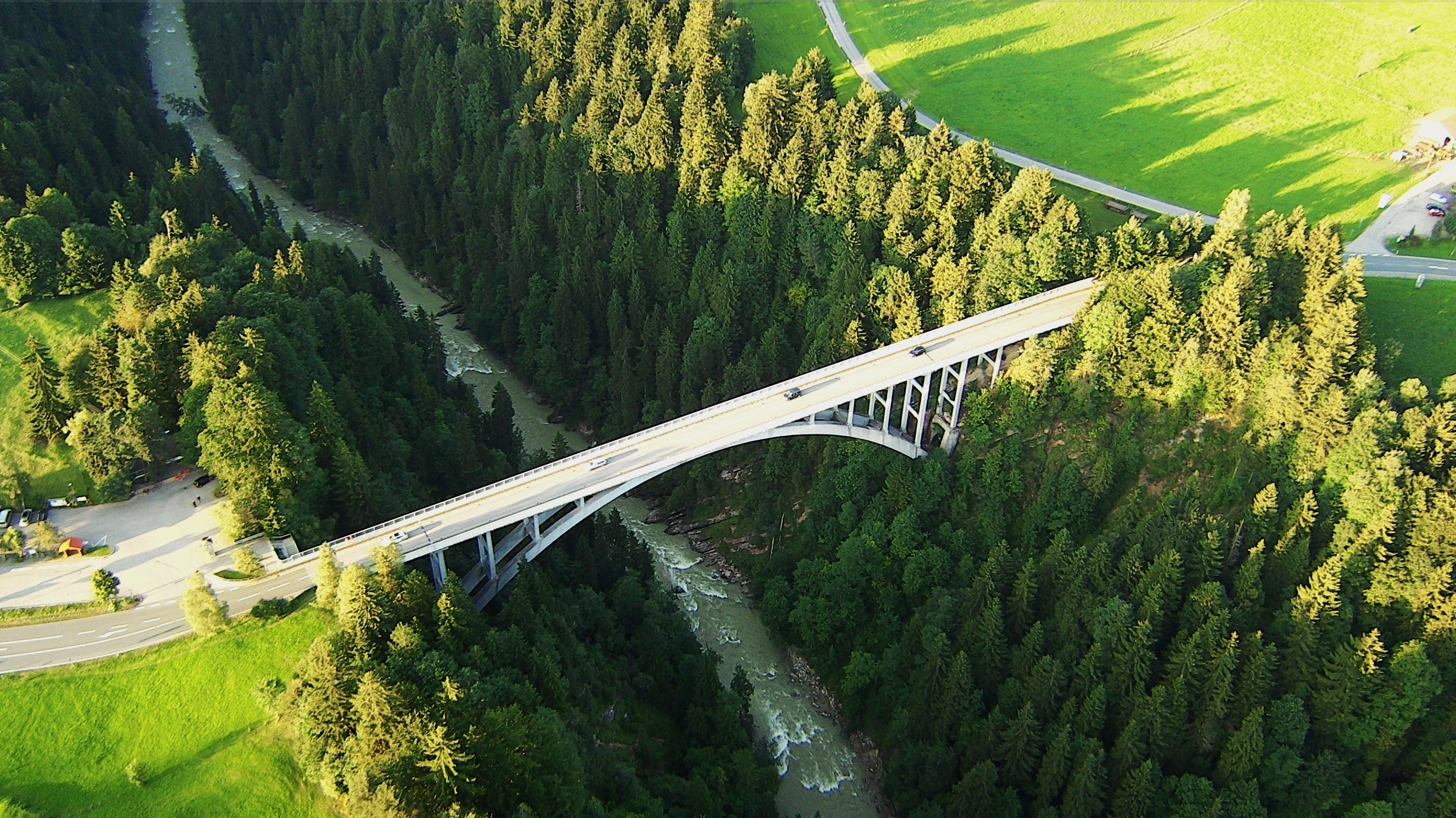
B 23 auf der Echelsbacher Brücke

Nach der Ortsdurchfahrt Rottenbuch erreicht man die Echelsbacher Brücke. Die 183 m lange und 76 m hohe Bogenbrücke überspannt die Ammer. Auf der Brücke befindet sich auch die Grenze zum Landkreis Garmisch-Partenkirchen.
An Bad Bayersoien vorbei gelangt man nach Saulgrub. Die Umgehung von Saulgrub wurde in zwei Abschnitten im Herbst 2011 und Dezember 2016 dem Verkehr übergeben. Bei Saulgrub trifft die B 23 zum ersten Mal auf die Ammergaubahn von Murnau nach Oberammergau.
Über Unterammergau und an Oberammergau vorbei erreicht die B 23 Ettal. Nachdem sie den Ort durchquert hat, erreicht die Bundesstraße mit dem Ettaler Sattel (869 NHN) ihren höchsten Punkt. Nun geht es über Serpentinen hinunter ins Loisachtal. Hier erreicht die Strecke Oberau und mündet in die B 2. Auf etwa sechs Kilometer verläuft die B 23 nun gemeinsam mit der B 2 Richtung Süden. Nach der Ortsumfahrung Farchant trennt sich die B 23 wieder von der B 2 und verläuft in südwestlicher Richtung nach Garmisch-Partenkirchen.
Nachdem sie den Ortsteil Griesen durchquert hat, endet die B 23 an der Staatsgrenze zu Österreich (Tirol), wo sie in die österreichische B 187 übergeht (Richtung Lermoos, Fernpassstraße, Inntal).

## Geschichte

### Ursprung
Kaiser Septimius Severus ließ im 2. Jahrhundert n. Chr. den Handelsweg über den Brenner und Seefelder Sattel zur Römerstraße Via Raetia ausbauen. Durch die Verkürzung der Strecke zwischen Augsburg (Augusta Vindelicum) und Bozen um zwei bis drei Tagesreisen löste sie die Via Claudia Augusta als wichtigste Verbindung über die Ostalpen ab. Auf ihrer Grundlage entstand im Mittelalter die nach Norden weitergeführte Reichsstraße Via Imperii, die spätestens zur Zeit Ludwigs IV. über Schongau, Oberammergau und Partenkirchen verlief.
Die jetzige Straßenführung am Ettaler Sattel wurde zwischen 1887 und 1889 errichtet. Die Baukosten lagen bei 365.000 M.

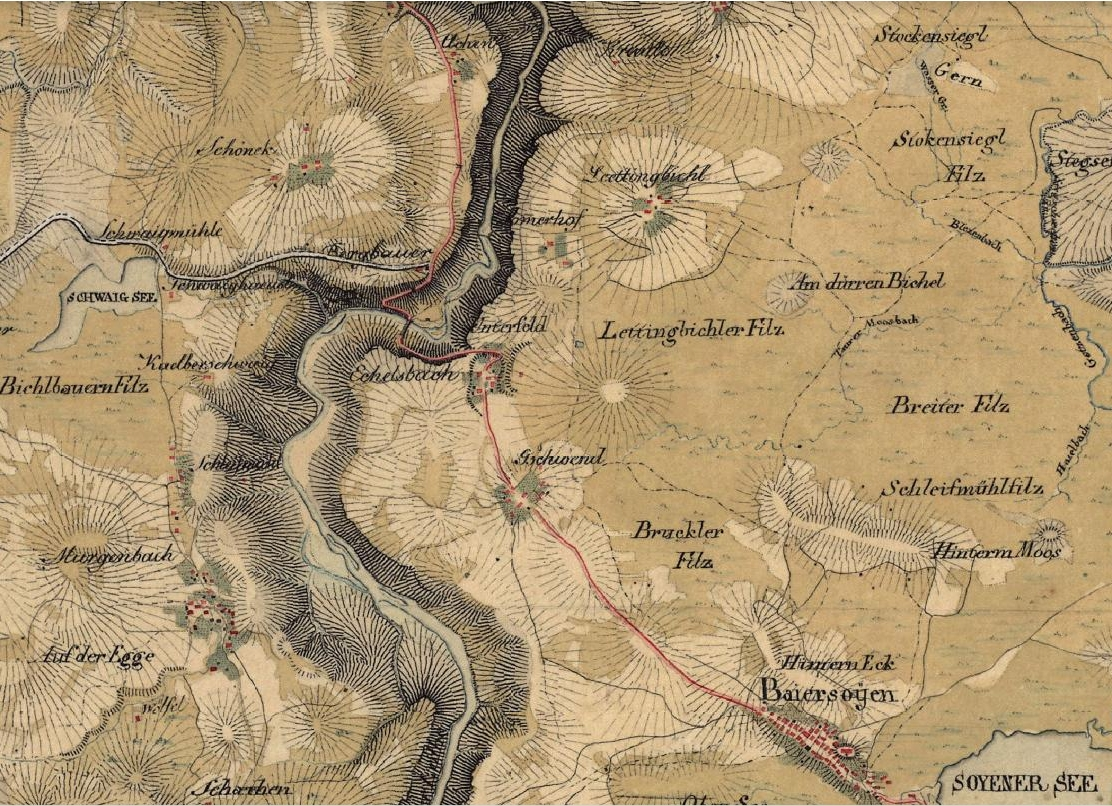
Verlauf der Straße zwischen Baiersoyen und Achen im Jahr 1838

Der schwierigste Abschnitt dieser Route führte von Rottenbuch bis Bad Bayersoien durch die Echelsbacher Schlucht (Lage). Deshalb wurde vom 8. November 1928 bis 27. April 1930 die Echelsbacher Brücke für 900.000 RM gebaut.

### Frühere Strecken und Bezeichnungen
Die bayerische Staatsstraße Nr. 13 verlief von Augsburg über Landsberg nach Oberau.
Die Bundesstraße 23 ging 1949 aus der Reichsstraße 23 hervor. Damals begann die R 23 in Peiting an der Kreuzung Schongauer Straße/Obere Straße/Guggenbergerstraße an der damaligen R 17 und endete in Oberau an der Einmündung in die R 2. Mit der Einführung der Bundesstraßen wurde die B 23 über Farchant nach Garmisch-Partenkirchen verlängert. Dort mündete sie in die B 24.

### Ersetzungen
Die Umgehungsstraße Oberammergau wurde 1989 dem Verkehr übergeben.
Die Erweiterung der Strecke von Garmisch-Partenkirchen zur österreichischen Grenze bei Griesen erfolgte 1991. Dazu wurde die B 24 bis dorthin integriert. Der verbleibende Rest im Garmisch-Partenkirchener Gemeindegebiet wurde abgestuft.
1991 wurde im Zuge der Verkehrsfreigabe eines Teilstücks der Umgehungsstraße Schongau–Peiting der Beginn der B 23 an die B 17 Ausfahrt Peiting West verlegt. Die Ortsdurchfahrt Peiting wurde zur Staatsstraße abgestuft. Die Verlegung an die heutige Stelle erfolgte nach Fertigstellung der gesamten Umgehungsstraße 1997.
Im Mai 2000 wurde der Tunnel Farchant eröffnet.
Östlich von Saulgrub entstand gemäß einem im November 2000 beschlossenen Bebauungsplan zwischen 2009 und 2016 eine 2,7 km lange Ortsumfahrung. Die Arbeiten am ersten Bauabschnitt (nördlich der Staatsstraße 2062) begannen im Februar 2009 und dauerten bis Herbst 2011. Der Bau des zweiten Bauabschnitts begann am 6. Mai 2013 und endete mit der Einweihung am 16. Dezember 2016. Die Gesamtkosten betrugen 32,2 Millionen Euro.

### Weiterer Ausbau

#### Umfahrung Oberau
Zur Entlastung der Ortsdurchfahrt Oberau vom Durchgangsverkehr soll die B 23 nördlich und westlich am Ort vorbeigeführt und an die in Bau befindliche Ortsumgehung der B 2 angebunden werden. Derzeit (Dezember 2011, Mai 2017) wird der technische Vorentwurf dazu erarbeitet. Diese Maßnahme ist in den Bundesverkehrswegeplänen 2003 und 2030 mit vordringlichem Bedarf eingestuft.

#### Umfahrung Garmisch-Partenkirchen
Derzeit entsteht eine 5,6 km lange Umfahrung westlich von Garmisch-Partenkirchen. Mit der Umfahrung wird auch der 3,6 km lange Kramertunnel gebaut. Die Kosten des Projektes werden mit 133 Millionen Euro veranschlagt. Das Raumordnungsverfahren und das Planfeststellungsverfahren wurden 2007 durchgeführt. Der Planfeststellungsbeschluss erging am 30. November 2007 durch die Regierung von Oberbayern. Eine Klage gegen diesen Beschluss wies der Bayerische Verwaltungsgerichtshof am 23. Juni 2009 ab. Die Baufreigabe erteilte das Bundesverkehrsministerium am 29. Januar 2010. Der feierliche Baubeginn fand am 27. Juli 2010 unter Teilnahme des bayerischen Ministerpräsidenten Horst Seehofer mit dem parlamentarischen Staatssekretär im Bundesverkehrsministerium Andreas Scheuer statt. Im Frühjahr 2011 begannen die Bauarbeiten für den Erkundungsstollen des Kramertunnel, der später als Rettungsstollen dienen soll. Im Juli 2011 erreichten die Bauarbeiten nach 700 Metern einen Lockergesteinsbereich, was die Einstellung des Nordvortriebs aus Sicherheitsgründen und wirtschaftlichen Erwägungen zur Folge hatte. Wann die Hauptröhre des Kramertunnels gebaut werden kann, steht aufgrund fehlender Finanzmittel noch nicht fest.  Dennoch wurde der Erkundungsstollen von Süden in Richtung Lockergesteinsbereich weiter vorangetrieben. 2013 wurde der Bau vorerst unterbrochen. 2016 beantragte das Bauamt für den Weiterbau ein ergänzendes Planfeststellungsverfahren.

### Unglück von Burgrain
Am 3. Juni 2022 starben beim Eisenbahnunfall von Burgrain fünf Personen, als der im parallel zur B23 laufenden Gleisabschnitt ein Zug entgleiste. Ein im Februar 2023 erschienenes Gutachten legt nahe, dass die ursächliche Flussstauung und Aufweichung des Bahndamms durch den Bau der Bundesstraße erfolgte.

## Tourismus

### Ferienstraßen
Zwischen der St2059 (bei Rottenbuch) und Garmisch-Partenkirchen führt die Deutsche Alpenstraße entlang der B 23. Außerdem ist die Straße zwischen Peiting und der St2059 Teil der Romantischen Straße.

### Sehenswürdigkeiten
Zu den Sehenswürdigkeiten an der Strecke zählen:
- Augustiner-Chorherrenstift in Rottenbuch
- Echelsbacher Brücke zwischen Rottenbuch und Bad Bayersoien
- mit Lüftlmalerei verzierte Fassaden in Oberammergau
- Oberammergauer Passionsspiele
- Schloss Linderhof zwischen Oberammergau und Ettal
- Kloster Ettal

### Landschaftlich reizvolle Strecken
Die gesamte Strecke ist landschaftlich reizvoll. Sie führt durch folgende Landschaften:
- Alpenvorland (Peiting bis Saulgrub)
- Ammergauer Alpen (Saulgrub bis Ettal)
- Bayerische Voralpen und Loisachtal (Ettal bis Garmisch-Partenkirchen)
- Wettersteingebirge mit Zugspitze (Garmisch-Partenkirchen bis Bundesgrenze)

### Kurorte
An der Strecke befinden sich die Heilbäder Bad Bayersoien und Bad Kohlgrub, der Luftkurort Ettal sowie der Heilklimatische Kurort Garmisch-Partenkirchen.